# グレアム・グリーン
ヘンリー・グレアム・グリーン（Henry Graham Greene OM CH, 1904年10月2日 - 1991年4月3日）は、イギリスの小説家。

## 経歴

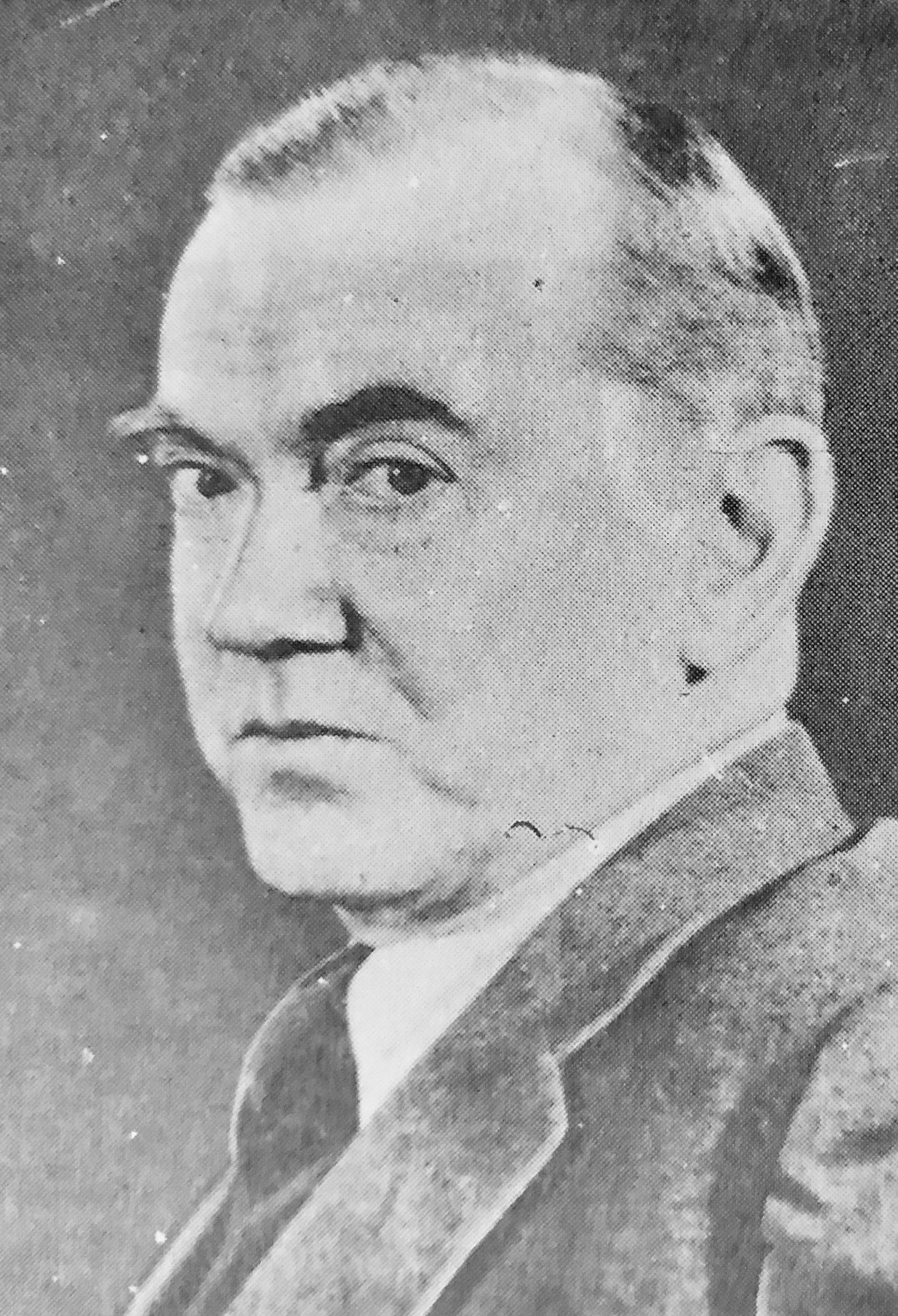
1960年代前半

1904年にイギリスのハートフォードシャー州バーカムステッドで生まれる。父はハートフォードシャーにある、バーカムステッド・スクールの校長であった。幼少期は反抗的な少年であり、学校に通学している間は父親が校長であることに苦しみ、スパイ小説家ジョン・バカンの小説を愛読していた。そのため、「裏切り」のテーマは早くから植えつけられていた。
オックスフォード大学に進学し、在学中の1926年、イングランド国教徒からカトリックへと改宗した（1920年代は知識人のカトリックへの改宗が増え、チェスタートンやイーヴリン・ウォーも改宗している）。
「ザ・タイムズ」に勤務してジャーナリストとして活躍したのち、1929年に『内なる私』で作家デビューした。代表作に『スタンブール特急』（1932年）、『第三の男』（1950年）、『ハバナの男』（1958年）などがある。
『第三の男』は映画化を前提に、プロデューサーのアレクサンダー・コルダから「キャロル・リード監督のためにウィーンを舞台にした物語を書いてほしい」と依頼され、小説及び脚本を執筆した。映画は大ヒットし、映画史上ナンバー1クラスに位置づけされる名作となった。ただし、グリーンが書いた原作では結末は「単純なハッピー・エンド」になっていたが、監督のリードが独自の演出を行い「苦い悲劇」にしたてた。その映画の印象が強いせいか、原作も「名作」と扱われているが過大評価であると、原作と映画とを詳細に比較したミステリ評論家の直井明は述べている。
その他の作品も大半が映画化またはテレビドラマ化されており、グリーンの死後も次々と映画化されている。
1930年代、すでに小説家としての名声を確立していた。作品は戯曲や児童文学もあり、映画評論家としても高い評価を得ていた。『ブライトン・ロック』（1938年）と『権力と栄光』（1940年）で作家としての地位を確立し、『事件の核心』（1948年）、『情事の終り』（1951年）で世界的な名声を得た。
思想的には、1930年代に知識人の間で共産主義への期待感が広がり、27歳で共産党に入党する。なお、同時代に共産主義に共感を示していた文学者のジョージ・オーウェル、イシャウッド、オーデン、スペンダーらは、ソビエト共産党の実態を知り、共産主義から離れていった。だが、グリーンは晩年まで共産主義への共感を持ち続けた、数少ない作家であった。
『おとなしいアメリカ人』（1955年）では、異郷の地ベトナムで自由の理想を掲げるアメリカ人と、裏切りや殺人が横行する現実を対比して描いた。ちなみに原題の「The Quiet American」とはアメリカのCIA に所属し、ラモン・マグサイサイやゴ・ディン・ジエムの師であり、後に大統領叙勲され、エドワード・ランスデール空軍大佐（当時、のち将軍、墓所はアーリントン墓地）がモデルとされている。グリーンはこの小説により、アメリカへの入国を拒否された。
1984年にイギリスの編集者・作家マーティン・エイミスが80歳の彼にインタビューした際、グリーンは「確信を持った共産主義者と確信を持ったカトリックの信者の間には、ある種の共感が通っている」と語った。。
「スパイの経験のある作家」としても有名で、オックスフォード大学に在学中の18歳の時に、第一次大戦で敗北して一部の地域が占領されていたドイツ大使館に雇われ、対仏諜報を行った。第二次大戦勃発時にはMI6の正式メンバーとなり、最大の裏切り者といわれたキム・フィルビーの直属の部下となって西アフリカやイベリア半島のスパイ活動に従事するが、フィルビーの権力闘争をみて1943年に辞任している。のちに執筆した『ヒューマン・ファクター』（1978年）は、「絆を求める者は敗れる。それは転落の病菌に蝕まれた証し。」とするジョゼフ・コンラッドの引用を掲げるスパイ小説の傑作として名高い。
パナマの軍人政治家でアメリカからパナマ運河を返還させたオマル・トリホスに親愛の情を持っており、トリホスの死後に彼についての回想録『トリホス将軍の死』（1984年）を書いた。
1976年には、アメリカ探偵作家クラブ (MWA) 賞 巨匠賞を受賞している。
カトリックの倫理をテーマに据えた作品を多く発表し、長年ノーベル文学賞の有力候補と言われ、実際に1950年に候補としてノミネートされたが、受賞はかなわなかった。死去の際は受賞しなかったことが、話題の一つとなった。
1937年に雑誌『ナイト・アンド・デイ』に子供向きの映画『テンプルの軍使』について、9歳のシャーリー・テンプルに男性の観客は欲情を感じているという趣旨の批評を書き、世論の怒りと20世紀フォックスからの告訴を招き、敗訴して高額の罰金を払い、『ナイト・アンド・デイ』は廃刊になった。
死の少し前に、高名な歴史家レイモンド・カーによって「ハイチに出かけていっては児童買春をしていた」という、告発記事が雑誌『スペクテーター』に掲載された。また、イングランド南東部の歓楽地ブライトンで若い少女を求めていたという、小説家フランシス・キング（Francis King）の証言もあった。

## 作品一覧
- グレアム・グリーン選集 （全15巻、早川書房、1953年-1965年）
- グレアム・グリーン全集 （全25巻、早川書房、1979年-1986年）、一部は電子書籍化

### 長編
- 『もうひとりの自分』 The Man Within（1929年）
  - 内なる私（瀬尾裕訳 選集　早川書房、1953年）
  - 内部の男（田中西二郎訳　新潮社、1954年）
  - もうひとりの自分 （永川玲二訳　世界文学全集、集英社、1966年　のち文庫）
- The Name of Action （1930年）
- Rumour at Nightfall （1932年）
- 『スタンブール特急』Stamboul Train（1932年）（北村太郎訳　選集　1953年　全集）
- 『ここは戦場だ』It's a Battlefield（1934年）（丸谷才一訳　パトリア 1958年　のち選集、全集）
- 『私を作った英国』England Made Me（1935年）（小稲義男訳 新潮社 1956年）
- 『拳銃売ります』A Gun for Sale（1936年）
  - 飯島正、舟田敬一共訳 早川書房 1952年　のち選集
  - 加島祥造訳 選集、1959年　全集
- 『ブライトン・ロック』Brighton Rock（1938年）
  - 不良少年（丸谷才一訳 筑摩書房 1952年 改題「ブライトン・ロック」選集、全集、文庫）
- 『密使』The Confidential Agent（1939年）
  - 北村太郎、伊藤尚志共訳 早川書房 1951年　のち選集）
  - 青木雄造訳 選集、1962年　全集
- 『権力と栄光』The Power and the Glory（1940年）
  - 逃亡者 （本多顕彰訳 新潮社 1951年 のち改題「権力と栄光」文庫）
  - 掟なき道 （深田甫訳 創土社 1971年）
  - 斎藤数衛訳 全集、1980年　のち文庫
- 『恐怖省』The Ministry of Fear（1943年）（小津次郎、野崎孝訳 選集、1954年　のち野崎単独訳　全集）
- 『事件の核心』The Heart of the Matter（1948年）
  - 伊藤整訳 新潮社 1951年 のち文庫
  - 小田島雄志訳　全集、1982年　のち文庫
- 『第三の男』The Third Man（1950年）
  - 遠藤慎吾訳（「堕ちた偶像」との合本）早川書房 1951年　のち選集
  - 小津次郎訳　選集、1960年　全集　のち文庫
- 『堕ちた偶像』（青木雄造訳、選集、1960年　全集）
- 『情事の終り』The End of the Affair（1951年）
  - 愛の終り（田中西二郎訳、新潮社 1952年　のち改題「情事の終り」文庫）
  - 永川玲二訳　選集、1961年　全集
  - 上岡伸雄訳　新潮文庫、2014年
- 『おとなしいアメリカ人』The Quiet American（1955年）（田中西二郎訳 早川書房 1956年 のち選集、全集、文庫）
- 『負けた者がみな貰う』Loser Takes All （1955年）（丸谷才一訳 筑摩書房 1956年　のち全集、文庫）
- 『ハバナの男』Our Man in Havana（1958年）（田中西二郎訳　選集、1959年）
- 『燃えつきた人間』A Burnt-Out Case（1961年）（田中西二郎訳、早川書房、1961年　全集）
- 『喜劇役者』（1966年）The Comedians（田中訳、早川書房、1967年　全集）
- 『叔母との旅』（1969年）Travels with My Aunt（小倉多加志訳 早川書房 1970年  全集）
- 『名誉領事』（1973年）The Honorary Consul（小田島雄志訳 早川書房 1974年  全集）
- 『ヒューマン・ファクター』The Human Factor（1978年）
  - 宇野利泰訳　早川書房、1979年　のち文庫
  - 加賀山卓朗訳 ハヤカワepi文庫、2006年
- 『ジュネーヴのドクター・フィッシャーあるいは爆弾パーティ』Doctor Fischer of Geneva or The Bomb Party（1980年）（宇野利泰訳 早川書房、1981年　のち文庫）
- 『キホーテ神父』Monsignor Quixote（1982年）（宇野利泰訳 早川書房、1983年）
- 『第十の男』The Tenth Man（1985年）（宇野利泰訳 早川書房、1985年）
- 『キャプテンと敵』The Captain and the Enemy （1988年）（宇野利泰訳 早川書房、1989年）

### 短編集
- The Basement Room（1935年）
- 『二十一の短篇』 Twenty-One Stories（1954年）
  - 青木雄造、瀬尾裕訳　選集7、1955年
  - 高橋和久他訳　ハヤカワepi文庫、2005年
- 『現実的感覚』A Sense of Reality（1963年）（高見幸郎訳 早川書房 1969年  全集）
- 『旦那さまを拝借 性生活喜劇十二篇』May We Borrow Your Husband?（1967年）（田中西二郎、山口午良訳 早川書房 1971年　全集）
- 『最後の言葉』The Last Word and Other Stories（1990年）（前川祐一訳 早川書房、1992年）
  - 『国境の向こう側』高橋和久他訳　ハヤカワepi文庫、2013年 - 新訳版
- 『見えない日本の紳士たち』高橋和久他訳　ハヤカワepi文庫、2013年 - 日本版オリジナル

### 戯曲
- The Living Room （1953年）
- 『鉢植え小屋』The Potting Shed （1957年）（小津次郎訳　世界文学全集、1966年）
- The Complaisant Lover （1959年）
- Carving a Statue （1964年）
- The Return of A.J. Raffles （1975年）
- The Great Jowett （1981年）
- Yes and No （1983年）
- For Whom the Bell Chimes （1983年）

### 詩集
- Babbling April （1925年）

### 児童書
- 『小さなきかんしゃ』The Little Train（1946年）（阿川弘之訳 エドワード・アーディゾーニ絵 文化出版局、1975年）
- 『小さなしょうぼうしゃ』The Little Fire Engine（1950年）（文化出版局、1975年）
- 『小さな乗り合い馬車』The Little Horse Bus（1952年）（阿川訳、文化出版局、1976年）
- 『小さなローラー』The Little Steamroller（1953年）（阿川訳、同、1976年）

### 旅行記
- 『地図のない旅』Journey Without Maps（1936年）（田中西二郎訳、新潮社、1954年）
- 『コンゴ・ヴェトナム日記』 In Search of a Character: Two African Journals（1961年）（田中訳、選集、1965年　全集）

### 評論・エッセイ・ノンフィクション
- British Dramatists （1942年）
- Why Do I Write? （1948年） - Elizabeth BowenとV. S. Pritchettとの共著
- The Lost Childhood and Other Essays （1951年）
  - 失われた幼年時代（前川祐一訳、南雲堂 1962年）、エッセイ42編
- Essais Catholiques （1953年）
- Collected Essays （1969年）
  - 神・人・悪魔─八十のエッセイ（前川祐一訳、早川書房「全集」1987年）- 上記＋1968年までのエッセイ38編を収録
- スパイ入門　ヒュー・グリーン共編（北村太郎訳、荒地出版社 1960年）
- グレアム・グリーン語る（1971年）マリー・フランソワーズ・アラン編著（三輪秀彦訳、早川書房 1983年）
- Pleasure Dome（1972年）
- Lord Rochester's monkey（1974年）
  - ロチェスター卿の猿 十七世紀英国の放蕩詩人の生涯（高儀進訳、中央公論社 1986年）
- J'Accuse（1982年）
- Getting to Know the General（1984年）
  - トリホス将軍の死（斎藤数衛訳、早川書房 1985年）
- 投書狂グレアム・グリーン（1989年）、クリストファー・ホートリー編（新井潤美訳、晶文社 2001年）
- Reflections（1990年）
- The Graham Greene Film Reader（1993年）

### 自伝
- 『ある種の人生 自伝』 A Sort of Life（1971年）
  - グレアム・グリーン自伝（田中西二郎訳 早川書房 1974年 「ある種の人生 自伝」全集）[注釈 1]
- 『逃走の方法』Ways of Escape（1980年）（高見幸郎訳、早川書房、1985年）
- A World of My Own （1992年）

## 映画化作品
- 内なる私
  - The Man Within (1947年 英) 監督：バーナード・ノールズ
- 英国が私をつくった
  - England Made Me (1973年 米) 監督：ピーター・デュフェル
- 拳銃売ります 
  - 拳銃貸します (This Gun for Hire, 1942年 米) 監督：フランク・タトル
  - 地獄への近道 (Short Cut to Hell, 1957年 米) 監督：ジェームズ・キャグニー
  - 拳銃貸します (This Gun for Hire, 1991年 米) 監督：ルー・アントニオ
- ブライトン・ロック
  - Brighton Rock (1947年 英) 監督：ジョン・ボルティング
  - Brighton Rock (2010年 英) 監督：ローワン・ジョフィ
- 密使
  - The Confidential Agent (1945年 米) 監督：ハーマン・シュムリン
- 権力と栄光
  - 逃亡者 (The Fugitive, 1947年 米) 監督：ジョン・フォード、出演：ヘンリー・フォンダ、ウォード・ボンド、ドロレス・デル・リオ
- 恐怖省
  - 恐怖省 (Ministry of Fear, 1944年 米) 監督：フリッツ・ラング、出演：レイ・ミランド、マージョリー・レイノルズ
- 事件の核心
  - The Heart of the Matter (1954年 英) 監督：ジョージ・モレ・オファーラル
- 第三の男
  - 第三の男 (The Third Man, 1949年 英米) 監督：キャロル・リード、出演：ジョセフ・コットン、オーソン・ウェルズ
- 情事の終り
  - 情事の終わり (The End of the Affair, 1955年 英) 監督：エドワード・ドミトリク、出演：デボラ・カー、バン・ジョンソン、ジョン・ミルズ、ピーター・カッシング
  - ことの終わり (The End of the Affair, 1999年 英米) 監督・脚本：ニール・ジョーダン、出演：レイフ・ファインズ、ジュリアン・ムーア、スティーヴン・レイ
- おとなしいアメリカ人
  - 静かなアメリカ人 (The Quiet American, 1958年 米) 監督・脚本：ジョセフ・L・マンキウィッツ
  - 愛の落日 (The Quiet American, 2002年 米) 監督：フィリップ・ノイス、出演：マイケル・ケイン、ブレンダン・フレイザー、ドー・ハーイ・イエン
- 負けた者がみな貰う
  - Loser Takes All (1956年 英) 監督：ケン・アナキン
  - ハネムーンはモンテカルロで(Money Talks, 1990年 英) 監督・脚本：ジェームズ・スコット
- ハバナの男
  - ハバナの男 (Our Man In Havana, 1960年 米) 監督：キャロル・リード、出演：アレック・ギネス
- 喜劇役者
  - 危険な旅路 (The Comedians, 1967年 米) グリーンは脚本も担当、監督：ピーター・グレンビル
- 叔母との旅
  - Travels with My Aunt (1972年 米) 監督：ジョージ・キューカー
- 名誉領事
  - 愛と名誉のために (The Honorary Consul, 1983年 英) 監督：ジョン・マッケンジー、出演：リチャード・ギア、マイケル・ケイン、ボブ・ホスキンス
- ヒューマン・ファクター
  - ヒューマン・ファクター (The Human Factor, 1979年 英) 監督：オットー・プレミンジャー、出演：リチャード・アッテンボロー
- ジュネーヴのドクター・フィッシャーあるいは爆弾パーティ
  - 死を呼ぶ晩餐 (Dr. Fischer of Geneva, 1985年 英) 監督:マイケル・リンゼイ・ホッグ
- 第十の男
  - 第十の男(別名：ナチ収容所／命を買った男、The Tenth Man, 1988年 米) 監督：ジャック・ゴールド、出演：アンソニー・ホプキンス
- 短編「地下室」(落ちた偶像)
  - 落ちた偶像 (The Fallen Idol, 1948年 英) グリーンは脚本も担当、監督：キャロル・リード、出演：ラルフ・リチャードソン、ミシェル・モルガン、ボビー・ヘンリー
- 短編「アクロス・ザ・ブリッジ」(橋の向う側)
  - ダブル・テイク(Double Take, 2001年 米) 監督・脚本：ジョージ・ギャロ、出演：エディ・グリフィン、オーランド・ジョーンズ

### 自分の原作以外の映画脚本
- 21日間(1937年 英) 原作：ジョン・ゴールズワージー、監督：ベイジル・ディーン、出演：ヴィヴィアン・リー、レスリー・バンクス、ローレンス・オリヴィエ
- 聖女ジャンヌ・ダーク (1957年 米) 原作：ジョージ・バーナード・ショー、監督：オットー・プレミンジャー、出演：ジーン・セバーグ、リチャード・ウィドマーク